# Astoria (Bremen)
Das Astoria war ein bekanntes Varieté in Bremen, in dem internationale Stars auftraten.

## Geschichte
1908 pachtete der Gastronom Emil Fritz (1877–1954) ein Restaurant in der Katharinenstraße, das eine Varieté-Konzession besaß und vom Hotelier Tobeck betrieben wurde. Nach Monaten des Umbaus  nach Plänen des Architekten Joseph Ostwald eröffnete Fritz am 5. September 1908 sein Varieté und nannte das Etablissement „Astoria“ – in Anlehnung an das New Yorker Waldorf-Astoria. Er kaufte Nebengebäude auf und erweiterte den Betrieb bis 1929 um mehrere Gesellschaftsräume und einen Saal für das Varieté. Bis 1944 entwickelte sich das Bremer Varieté zu einer renommierten Adresse für nationale und internationale Stars wie Claire Waldoff und Otto Reutter. Prominente Gäste waren: Heinrich George, Emil Jannings, Otto Gebühr, Theo Lingen, Rudolf Caracciola, Lotte Werkmeister, Willy Birgel und Carl Raddatz.
Aufgrund seiner guten Kontakte insbesondere zum NSDAP-Bürgermeister Heinrich Böhmcker konnte Fritz seinen Varieté-Betrieb in der NS-Zeit erfolgreich weiterführen. Er trat 1937 in die NSDAP ein. Bei dem britischen Luftangriff auf Bremen vom 6. Oktober 1944 wurde das Astoria vollständig zerstört. Zunächst wurde Fritz als „belastet“ eingestuft, was bedeutete, dass er kein Unternehmen führen durfte. In einem langwierigen Entnazifizierungsverfahren konnte er aber die Einstufung als „Widerstandskämpfer“ erlangen. Mit Hilfe des Bremer Senats erhielt er die Mittel für einen Wiederaufbau.
Nach der Eröffnung 1950 gewann der Betrieb seinen alten Ruf schnell zurück. Das Astoria umfasste jetzt den Varieté-Saal, eine „Bodega“, den „Zigeunerkeller“, die „Pilsener-Urquell Stube“, die „Arizona-Bar“ und den „Klosterkeller“. Es wurde wieder eine renommierte Adresse für nationale und internationale Stars wie Zarah Leander, Marika Rökk, Heinz Erhardt und Trude Herr und solche, die es noch werden wollten, wie Udo Jürgens oder Siegfried und Roy.
Nach dem Tod des Firmengründers am 25. Juli 1954 führten der Sohn Wolfgang Fritz und seine Stiefmutter Elisabeth Fritz den Betrieb fort. 1959 schied Wolfgang Fritz nach erfolgreicher Weiterführung des väterlichen Betriebes aus und machte sich selbständig. Geschäftsführer wurde Lothar Gräbs. Elisabeth Fritz musste das Astoria wegen rückläufiger Besucherzahlen in der Silvesternacht 1967/68 schließen. Sie verkaufte das Grundstück dann an die Brauerei Beck & Co., die dort das „Alt-Bremer Brauhaus“ mit einem Remmerkeller einrichtete. Später gehörte das Grundstück der Bremer Landesbank Kreditanstalt Oldenburg – Girozentrale – heute NORD/LB, die dort 1992 einen Anbau verwirklicht hat.